# Elly Niebuhr
Elly Niebuhr, nata Elly Prager-Mandowsky (Vienna, 25 marzo 1914 – Vienna, 18 marzo 2013) è stata una fotografa austriaca.
La sua opera fu riscoperta e valorizzata solo nel 2010, quando, per l'occasione, l'Universität für angewandte Kunst Wien promosse la mostra Wiederentdeckte Fotos von Elly Niebuhr - die 1950er Jahre in Wien (Foto ritrovate di Elly Niebuhr - gli anni '50 a Vienna). L'autrice aveva 96 anni.

## Biografia
Figlia del commerciante Erich e di Paula, nacque in una famiglia ebrea di idee liberali abbastanza benestanti tanto da assumere un domestico. Elly aveva una sorella minore di nome Ilse. Nonostante la prima guerra mondiale, studiò chimica e fu apprendista di cucito in un laboratorio di corsetti in pizzo. Nel 1936 si iscrisse alla Graphische Lehr-und Versuchsanstalt, divenuta poi Höhere Graphische Bundes-Lehr- und Versuchsanstalt dove studiò fotografia con Hella Katz. Di idee comuniste, documentò, tra il 1936 e il 1938 le condizioni sociali delle persone che vivevano nei quartieri, i progetti di edilizia popolare e l'assistenza sociale della cosiddetta Vienna rossa.
Con l'invasione nazista, Elly fu costretta a chiudere lo studio nel 1939 e fuggì, assieme alla sorella, nel 1940 dapprima a Londra e quindi a New York, dove lavorò come fotografa ritrattista e fece del reportage, in un primo tempo per conto dello studio Lorstan, dove faceva i ritratti ai soldati americani, e successivamente presso lo studio del fotografo ritrattista Hal Halpern. A New York sposò Hans Niebuhr, anche lui esule viennese, che però fu di breve durata. Mantenne il cognome del primo marito anche dopo il secondo matrimonio con il giornalista Peter Gellert da cui nacque il figlio Thomas, ma anche questo matrimonio ebbe vita breve.
Tornò a Vienna nel 1947. Seppe che i suoi genitori erano stati uccisi nei campi di sterminio ungheresi. Elly ottenne la restituzione del loro appartamento e vi allestì il proprio studio. Nelle sue foto raccontò la città distrutta dalla guerra e la sua ricostruzione, la gente, fece ritratti dei bambini, testimoniò gli eventi politici degli anni Cinquanta. A partire dagli anni Sessanta e per il ventennio successivo Niebuhr diventò una fotografa importante nella moda e nella pubblicità austriaca. Lavorò per i saloni di haute couture viennesi e fotografò alcune delle più famose modelle del suo paese. Mise la sua macchina fotografica a disposizione, non solo dell'alta moda, ma anche dei grandi magazzini per foto pubblicitarie e di piatti, mobili, acconciature, elettrodomestici, e molto altro. Il suo "marchio" rappresentò l'ottimismo del dopoguerra, gli anni Sessanta e Settanta coi loro sogni di libertà, spensieratezza, giovinezza ed erotismo. Il suo nome comparve regolarmente nelle edizioni di riviste e giornali come L'Express, Kurier, Die Presse, Kronen Zeitung.
Nel 2009 Niebuhr donò la maggior parte del suo lavoro fotografico all'Universität für angewandte Kunst Wien, tranne le foto realizzate in America. Dopo la sua morte, il figlio Thomas Gellert, ha integrato con un'altra donazione l'opera della madre per rendere completo l'archivio fotografico. Secondo Holzer, "La sua collezione di fotografie è un importante documento della cultura popolare".